# Ровенская операция (1920)
Ровенская операция (28 июня — 11 июля 1920) — наступление войск Юго-Западного фронта Красной армии в ходе Советско-польской войны 1919—1921 против польских войск с целью овладения районом Ровно.

## Предыстория
В ходе успешно проведенного советским Юго-Западным фронтом наступления было нанесено поражение польским войскам в районе Коростеня, Новоград-Волынска и восточнее Винницы (см. Новоград–Волынская операция (1920). Войска польского Юго-Восточного фронта предприняли попытку остановить советские войска на рубеже Проскуров, Ровно, Сарны.

## Расстановка сил
В составе советского Юго-Западного фронта (командующий А. И. Егоров, члены РВС — И. В. Сталин, Р. И. Берзин, Х. Г. Раковский) против польских войск действовали 1-я Конная армия, 12 и 14 армии. Численность 1-й Конной армии составляла около 24 тысяч штыков и сабель, 94 орудия, 672 пулемёта, 5 бронепоездов, главные силы 12-й армии насчитывали около 15 тысяч штыков и сабель, 87 орудий, 764 пулемёта, 6 бронепоездов.
В состав польского Юго-Восточного фронта (командующий генерал Э. Рыдз-Смиглы) входили 2-я, 3-я и 6-я армии. Численность 2-й польской армии составляла около 21 тысячи штыков и сабель.

## Планы сторон
Замысел командования Юго-Западного фронта РККА заключался в том, чтобы 1-й Конная армия и главные силы 12-й армий нанесли удар в общем направлении на Ровно, одновременно часть сил 12-й армии должна была наступать на Сарны, а 14-я армия на Староконстантинов и Проскуров. Эти удары должны были рассечь войска польского Юго-Восточного фронта на две части, оттеснив их в полесские болота и в Румынию и создать условия для ведения наступления главными силами Юго-Западного фронта на Люблин, а 14-й армией на Львов.

## Ход операции

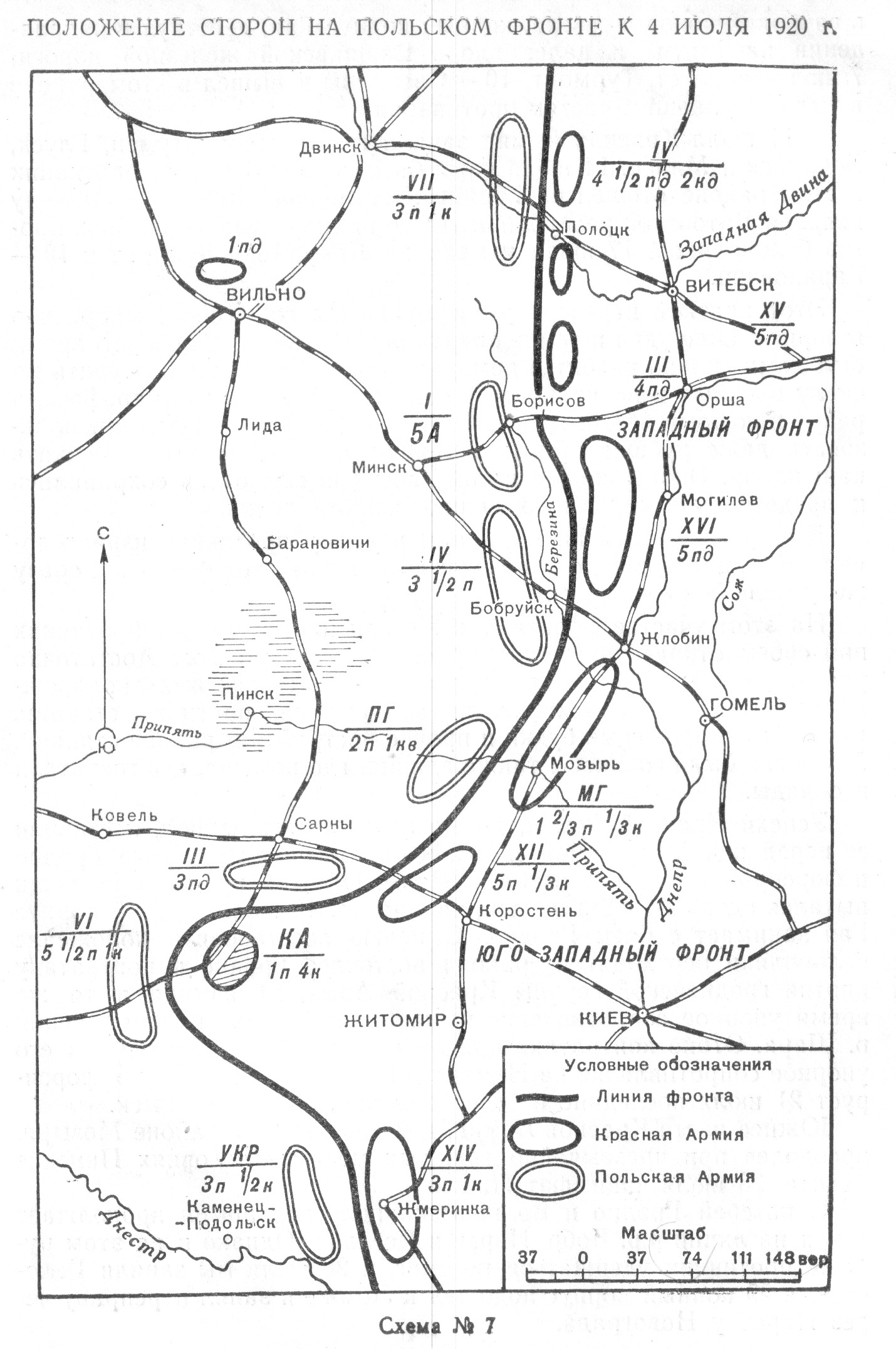
Положение сторон на польском фронте к 4 июля 1920 г.

28 июня 1920 года советские войска начали наступление. Несмотря на сопротивление противника, наступление развивалось успешно. 1-я Конная армия (командующий С. М. Будённый), действуя против 2-й польской армии, к концу дня продвинулась на 30—40 км. 2 июля под Ровно произошло встречное сражение, итогом которого было поражение польских войск. 3 июля главные силы 1-й Конной армии (3 кавалерийских дивизии) с ходу переправились через реку Горынь и начали охват Ровно с юга и юго-запада. Часть сил армии (стрелковая дивизия и 2 кавалерийские бригады) начала наступление на Шепетовку, а одна кавалерийская дивизия обеспечивала наступление главной группировки на Ровно с северо-востока.
Польское командование планировало нанести контрудар по флангам 1-й Конной армии. С юга, из района Староконстантинова, должна была действовать ударная группа (18-я пехотная дивизия, 10-я пехотная бригада, уланский полк), а с севера — 6-я пехотная дивизия при поддержке бронепоездов и танков. Однако войска 1-й Конной армии, опередив противника, совместно с частями 12-й армии 4 июля заняли Ровно, захватив при этом около 1000 пленных, 2 бронепоеза и 2 танка.
К этому моменту основные силы 12-й армии значительно отстали от 1-й Конной армии. Более успешно развивала наступление 14-я армия, которая 4 июля овладела Проскуровом. Однако между 14-й и 1-й Конной армиями образовался разрыв по фронту шириной 100-км. В связи с этим основные силы 1-й Конной армии после занятия Ровно временно перешли к обороне, в то время как её 11-я кавалерийская дивизия продолжала наступление в направлении Дубно.
Польское командование перебросило против 1-й Конной армии 3 дивизии и кавалерийский полк из состава 3-й и 6-й армии и 7—8 июля предприняло попытку нанести контрудар. Польская 18-я пехотная дивизия заняла Острог и начала наступление на Ровно с юга, но была отброшена 11-й и 14-й кавалерийскими дивизиями на запад. Северная ударная группировка поляков (6-я пехотная дивизия и 1-я дивизия легионеров) оттеснила 6-ю кавалерийскую дивизию и 9 июля захватила Ровно. Но уже утром 10 июля 4-я и 6-я кавалерийские дивизии нанесли контрудар, отбросив противника и вновь завладев городом. Преследуя отступающие польские войска, передовые части 1-й Конной армии к исходу 11 июля вышли на рубеж реки Иква.

## Итоги
В результате успешного проведения Ровенской операции советские войска нанесли серьёзное поражение 2-й польской армии, создав благоприятные условия для наступления на Люблин. Войска Юго-Западного фронта заняли выгодное положение, позволяющее нанести удар во фланг польских армий, отступающих под напором войск советского Западного фронта. Ровенская операция характерна тем, что была начата сразу же после проведения Новоград-Волынской операции без оперативной паузы. Для достижения успеха операции в условиях, когда польские войска не имели сплошного фронта обороны, была умело использована Конная армия, которая действовала в большом отрыве от общевойсковых армий фронта.